# Studnia potencjału
Studnia potencjału - rejon otaczający minimum lokalne energii potencjalnej. Energia uwięziona w studni potencjału nie może przekształcić się w inną postać energii (energię kinetyczną w przypadku  grawitacyjnej studni potencjału), ponieważ jest uwięziona w lokalnym minimum studni. Z tego względu ciało nie może podążyć do globalnego minimum energii potencjalnej tak, jak miałoby to miejsce z powodu entropii w naturalnych warunkach.

## Omówienie
Energia może być uwolniona ze studni potencjału, jeśli wystarczająca ilość energii zostanie dodana do systemu, aby przezwyciężyć lokalne minimum. W fizyce kwantowej energia potencjalna może wydostać się ze studni potencjału bez dodatkowej energii ze względu na probabilistyczną naturę cząstek w mechanice kwantowej.
Wykres dwuwymiarowej funkcji energii potencjalnej to powierzchnia energii potencjalnej, która może być wyobrażona jak powierzchnia Ziemi w postaci krajobrazu ze wzgórzami i dolinami. W takim przypadku studnia potencjału byłaby doliną otoczoną ze wszystkich stron wyżej położonym terenem, i z tego względu wypełniona byłaby wodą (np. jezioro), bez jakiejkolwiek wody wypływającej w kierunku innego, niższego minimum (np. poziomu morza).
W przypadku grawitacji rejon powstający wokół ciała posiadającego masę jest grawitacyjną studnią potencjału, pod warunkiem, że grawitacyjne siły pływowe okolicznych ciał nie przewyższają siły grawitacyjnej danego ciała.
Wzgórze potencjału jest natomiast przeciwnością studni potencjału, czyli rejonem otaczającym maksimum lokalne.